# Corporatism
Corporatismul este un sistem politic de reprezentare a intereselor și de elaborare a politicilor în care grupurile corporative⁠(d), cum ar fi asociațiile agricole, muncitorești, militare, de afaceri, științifice, sau profesionale, se adună și negociază contracte sau politici (negocieri colective) pe baza intereselor lor comune.  Termenul derivă din latinescul corpus, „corp”.
Corporatismul nu se referă la un sistem politic dominat de mari interese de afaceri, deși și acestea din urmă sunt denumite „corporații” în vorbirea curentă și în cea legală; termenul corect pentru un asemenea sistem ar fi cel de „corporatocrație⁠(d)”. Corporatismul nu este corupția în politică și nici utilizarea mitei de către grupuri de interese din corporații. Termenii „corporatocrație” și „corporatism” sunt adesea confundate din cauza numelor lor și din cauza utilizării corporațiilor ca organe ale statului.
Corporatismul s-a dezvoltat în anii 1850 ca răspuns la ascensiunea liberalismului clasic și marxismului, susținând cooperarea între clase în locul luptei de clasă. Adepți diverselor ideologii, inclusiv fascismul, comunismul, socialismul, și liberalismul au susținut modele corporatiste. Corporatismul a devenit una din principalele trăsături ale fascismului, iar regimul fascist al lui Benito Mussolini din Italia susținea integrarea totală a intereselor divergente în stat pentru binele comun; neocorporatism mai democratic a îmbrățișat însă adesea tripartismul⁠(d).
Ideile corporatiste au fost exprimate începând cu societățile antice greacă și romană, și s-au integrat în  învățăturile sociale catolice⁠(d) și în politicile partidelor creștin-democrate. Ele au fost cuplate de diferiți susținători și implementate în diferite societăți de o varietate largă de sisteme politice, inclusiv autoritarismul, absolutismul, fascismul, liberalismul, și social-democrația.